# Cabrito a la norteña
El cabrito a la norteña es un seco típico de la gastronomía del Perú.
Llamado también seco de cabrito, se consume en la costa norte peruana, desde el departamento de La Libertad hasta la frontera con Ecuador.
Se elabora con cabrito de leche macerado en chicha de jora y guisado con culantro, ají amarillo y zapallo loche. Se sirve acompañado de yucas cocidas, salsa criolla, arroz blanco y frejoles. En Piura es costumbre servirlo junto a un tamal. Una variante que se consume remplazando al cabrito es el seco de cordero.